# كسينيا سيدورينكو
كسينيا فولوديميريفنا سيدورينكو (الأوكرانية: Ксения Володимивна Сидоренко؛ من مواليد 2 يوليو 1986) هي سباحة أوكرانية شاركت في حدث السباحة المتزامنة الثنائية للسيدات في دورة الألعاب الأولمبية الصيفية 2008، وفي حدث السباحة المتزامنة الثنائية للسيدات في دورة الألعاب الأولمبية الصيفية 2012 مع السباحة الأوكرانية داريا يوشكو وكذلك في فريق السيدات في الألعاب الأولمبية الصيفية 2016. وهي حاصلة على ميداليتين في بطولة العالم للرياضات المائية 2017، وبطلة أوروبا مرتين، وحاصلة على ميداليات متعددة في بطولة أوروبا.
حصلت على الميدالية البرونزية في دورة الألعاب الأولمبية الصيفية 2020 مع الفريق الأوكراني للسيدات الذي ضم كل من مارينا أليكسييفا، فلاديسلافا أليكسييفا، مارتا فيدينا، كاترينا ريزنيك، أناستاسيا سافتشوك، ألينا شينكارينكو، يليزافيتا ياخنو.